# نخستین جشنواره فیلم ونیز
نخستین دوره جشنواره بین‌المللی فیلم ونیز بین روزهای ۶ تا ۲۱ ام اوت سال ۱۹۳۲ برگزار شد. فیلم دکتر جکیل و آقای هاید نخستین فیلم نمایش داده شده در جشنواره بود. هیچ جایزه رسمی داده نشد و یک همه پرسی توسط تماشاگران برای تشخیص برندگان برگزار شد.

سال بعد این جشنواره برگزار نشد چون قرار بود دو سال یکبار برگزار شود.